# ナイト・ハウス
『ナイト・ハウス』は、ベン・コリンズとルーク・ピョトロフスキーが書き、デヴィッド・ブルックナーが監督した2020年のサイコホラー映画。レベッカ・ホール、サラ・ゴールドバーグ、エヴァン・ヨニグケイト、ステイシー・マーティン、ヴォンディ・カーティス＝ホールが出演する。
2020年1月24日のサンダンス映画祭でワールドプレミアされた。サーチライト・ピクチャーズから2021年7月16日に公開された。
本作は日本では劇場公開されず、2022年1月26日よりDisney+にて配信された。

## あらすじ
夫の予期せぬ死から解放されたベス（レベッカ・ホール）は、彼が彼女のために建てた湖畔の家に一人で残されている。彼女はできる限り一緒にいようと努力したが、それから夢がやって来る。家の中にいるという不穏なビジョンが彼女に呼びかけ、幽霊のような魅力で手招きするが、日の厳しい光は幽霊の証拠を洗い流す。彼女は友達のアドバイスに反して、彼の持ち物を掘り下げ、答えを切望し始める。彼女が見つけたのは、奇妙で恐ろしい秘密と、彼女が解決しようと決心した謎だった。

## キャスト
※括弧内は日本語吹替。
- ベス - レベッカ・ホール（坂本真綾）
- クレア - サラ・ゴールドバーグ（佐古真弓）
- マデリン - ステイシー・マーティン（小林希唯）
- オーウェン - エヴァン・ヨニグケイト（遠藤大智）
- メル - ヴォンディ・カーティス＝ホール（塾一久）
- ブライドメイド - アンバー・アン

## 製作
2019年2月、レベッカ・ホールが映画のキャストに加わったことが、デヴィッド・ブルックナーがベン・コリンズとルーク・ピョトロフスキーの脚本で監督を務めることと共に発表された。デヴィッド・S・ゴイヤーが映画のプロデューサーを務めることとなった。
主要な撮影は、ニューヨーク州シラキュースで2019年5月に始まった。

## 公開
2020年1月24日のサンダンス映画祭でワールドプレミアされ、その直後、サーチライト・ピクチャーズが映画の配給権を取得した。
2021年7月16日に公開された。

## 評価
レビュー収集サイトのRotten Tomatoesによると、24人の評論家の88％がこの映画に肯定的なレビューを与え、平均評価は6.90 / 10でした。Metacriticでは、この映画の加重平均スコアは100点満点中62点で、7人の評論家に基づいており、「一般的に好意的なレビュー」を示している。